# Vranov nad Topľou
Vranov nad Topľou es la capital del distrito de Vranov nad Topľou en la región de Prešov, Eslovaquia, con una población estimada a final del año 2024 de 20 262 habitantes.
Se encuentra ubicada en el centro-sur de la región, cerca del río Topľa (cuenca hidrográfica del río Tisza) y de la frontera con la región de Košice.

## Demografía
| Año        | 1994   | 2004    | 2014    | 2024     |
| ---------- | ------ | ------- | ------- | -------- |
| Población  | 23 900 | 23 036  | 22 898  | 20 262   |
| Diferencia |        | −3,61 % | −0,59 % | −11,51 % |

| Año        | 2023   | 2024    |
| ---------- | ------ | ------- |
| Población  | 20 488 | 20 262  |
| Diferencia |        | −1,10 % |